# Le Chevalier avare (Pouchkine)
Pour les articles homonymes, voir Le Chevalier avare.
Le Chevalier avare (en russe : Скупой рыцарь) est une courte pièce de théâtre en un acte de trois scènes d'Alexandre Pouchkine parue en 1836. Le thème est l’avarice d’un vieillard.

## Résumé
Scène 1
Albert, jeune chevalier a besoin d’un nouveau casque et d’un nouveau cheval pour les joutes, hélas sa bourse est vide car son père le baron « l’entretien comme une souris » malgré sa fortune.
Il demande un prêt à Salomon, l’usurier, celui-ci refuse et suggère à Albert d’empoisonner son père pour hériter, Albert préfère demander justice au duc.
Scène 2
Monologue du baron sur le bonheur qu’il éprouve à contempler son or, à son dépit quand il imagine l’usage qu’en fera son fils après son décès et à l’espoir de devenir après sa mort, le gardien du trésor et d’en défendre l’accès aux vivants.
Scène 3
Chez le duc, Albert se plaint de la misère dans laquelle son père le baron l’oblige à vivre, le duc qui a convoqué le baron croit pouvoir le raisonner au nom de l’ancienne amitié entre le père du duc et le baron, peine perdue, le baron refuse d’entretenir son fils et quand Albert qui est caché entend que son père l’accuse de vouloir l’assassiner et le voler, il le traite de menteur, le baron provoque son fils en duel et meurt subitement.

## Personnages
- Le baron, avare, proche de la folie
- Albert, chevalier, vingt ans, fils du baron
- Le duc
- Salomon, usurier juif
- Jean, écuyer d’Albert

## Édition française
- Le Chevalier avare, traduit par Sophie Engelhardt, éditions Berger-Levrault et Cie, Nancy, 1875.
- Poèmes dramatiques d'Alexandre Pouchkine Traduit du russe par Ivan Tourgueniev et Louis Viardot ( Boris Godounov - Le baron avare - Mozart et Salieri - La Roussâlka - L'Invité de pierre ) Librairie de L. Hachette et Cie, Paris 1862 p. 152.
- Alexandre Pouchkine, Le convive de pierre et autres scènes dramatiques, traduction d'André Markowicz, Actes Sud, collection Babel, 1993, 2006 (Cet ouvrage contient toutes les autres oeuvres dramatiques de Pouchkine (excepté Boris Godounov) : Mozart et Salieri, Le Convive de pierre, Le Festin pendant la peste, Une scène du Faust, La Sirène, Une scène de chevalerie)